# Солдатское (Горшеченский район)
Солдатское — село в Горшеченском районе Курской области России. Административный центр Солдатского сельсовета.

## География
Село находится в восточной части Курской области, в лесостепной зоне, в пределах юго-западной части Среднерусской возвышенности, на берегах реки Герасим и на правом берегу реки Коровяк, на расстоянии примерно 6 километров (по прямой) к юго-западу от посёлка городского типа Горшечное, административного центра района. Абсолютная высота — 164 метра над уровнем моря.
Часовой пояс
Село Солдатское, как и вся Курская область, находится в часовой зоне МСК (московское время). Смещение применяемого времени относительно UTC составляет +3:00.

## Население
| 1859 | 1897  | 2002 | 2010 |
| ---- | ----- | ---- | ---- |
| 1076 | ↗1194 | ↘394 | ↘307 |

Гендерный состав
По данным Всероссийской переписи населения 2010 года в гендерной структуре населения мужчины составляли 44 %, женщины — соответственно 56 %.
Национальный состав
Согласно результатам переписи 2002 года, в национальной структуре населения русские составляли 98 % из 394 человек.

## Известные жители
В селе после Великой Отечественной жил полный кавалер ордена Славы Николай Иванович Быков (1925—1995).

## Улицы
Уличная сеть села состоит из четырёх улиц и трёх переулков.